# Martin Lawrence
Martin Fitzgerald Lawrence (sinh ngày 16 tháng 4 năm 1965) là một diễn viên, đạo diễn, nhà sản xuất phim, nhà biên kịch, diễn viên tấu hài Mỹ. Ông đã nổi tiếng trong những năm 1990, thiết lập sự nghiệp Hollywood như một diễn viên hàng đầu, đáng chú ý nhất là bộ phim Bad Boys, Blue Streak, và Big Momma's House. Lawrence đã đóng nhiều phim và đóng vai chính trong loạt phim truyền hình của ông, Martin, từ 1992 đến 1997.

## Thời trẻ
Lawrence sinh ở Frankfurt am Main, Hesse thuộc Đức ngày 16/4/1965, cha mẹ là người Mỹ. Ông được đặt tên Martin theo nhà lãnh đạo quyền dân sự Martin Luther King, Jr. và tên đệm theo tên vị tổng thống Mỹ John F. Kennedy. Cha của ông, John Lawrence đã từng phục vụ trong quân đội Hoa Kỳ. Sau khi cha mẹ cậu ly hôn khi cậu lên 8, Lawrence hiếm khi gặp mặt cha mình, một sĩ quan cảnh sát vào lúc đó. Mẹ cậu, Chlora (nhũ danh Bailey), đã bắt đầu làm nhiều công việc để nuôi sống gia đình bà. Trong thời kỳ cậu đang tuổi teen, Lawrence giỏi môn quyền Anh. Cậu sinh sống ở Maryland, và theo học Thomas G. Pullen School of Creative and Performing Arts (Landover, Maryland), Fairmont Heights High School (Fairmount Heights, Maryland), Eleanor Roosevelt High School, và cũng theo học Friendly High School ở Fort Washington, Maryland, trở thành một đối thủ quyền anh Trung-Đại Tây Dương Golden Gloves.